# CJ (기업)

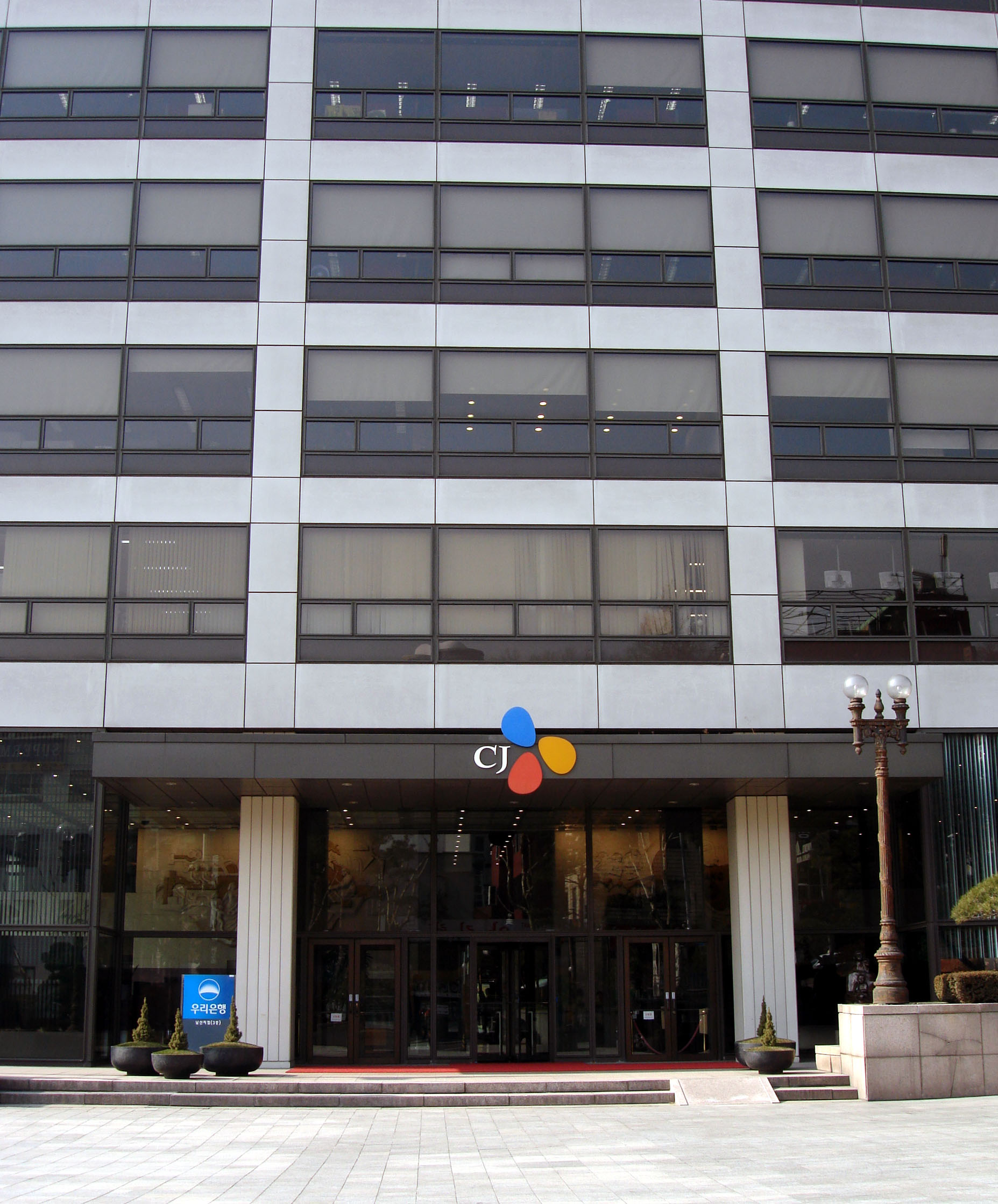
서울특별시 중구에 있는 CJ남산빌딩 건물(리모벨링 전)

씨제이(주)(영어: CJ Corporation, 씨제이 주식회사)는 대한민국의 기업집단 CJ그룹의 지주회사이다. 본사는 서울특별시 중구 소월로 2길 12 (남대문로5가, CJ THE CENTER)에 위치에 있다.
1953년 8월 1일 삼성그룹 계열사 제일제당공업으로 설립되었다. 1993년 삼성과 분리된 독자 경영을 선포하고 1996년에 제일제당그룹이 출범하였으며, 2002년 현재의 상호명으로 변경하였다. 2007년에는 사업부문을 분할하여 CJ제일제당을 신규 설립하였으며 기존 씨제이는 지주회사로 전환하였다.
경영진은 이병철 전 삼성그룹 회장의 친족인 손경식 대표이사 회장과 김홍기 대표이사 사장 2인 대표로 운영되고 있다.
한편, 1999년 말 쌍방울 레이더스 야구단 인수 물망에 올랐지만 호남 기업이 아니라는 이유로  좌절됐으며 해태음료 인수설이 있었으나 이런저런 사정 때문에 무산됐고 이 같은 인연을 계기로 해태 타이거즈 야구단 인수 물망에 거론됐지만  호남 기업이 아니라는 이유로  좌절됐다.

## 연혁
- 1953년 8월: 제일제당공업 주식회사로 설립
- 1958년: 제분 사업 시작
- 1963년: 미풍 출시 및 조미료 사업 시작
- 1973년: 사료 사업 시작
- 1975년: 조미료 다시다 출시
- 1979년 2월: '제일제당(주)'로 상호변경
- 1979년: 백설 식용유 출시 및 식용유 사업 시작
- 1984년: 유풍제약 인수 및 제약 사업 시작
- 1987년: 게토레이 도입 및 음료 사업 시작, 미국 호멜사와 기술 제휴 및 스팸 도입
- 1990년: 일본라이온사 기술제휴로 생활화학 시작 (제일제당 생활사업부)
- 1991년: 농축 분말 세제 비트 및 주방세제 참그린 출시
- 1993년 6월: 삼성그룹에서 분리
- 1994년: 외식 사업 시작
- 1994년: 단체급식 사업 시작
- 1995년: 드림웍스와 배급계약 체결
- 1996년 5월: 제일제당 그룹출범 CI 교체
- 1997년: 삼성그룹과 법적 계열 분리 완료
- 2000년: 씨제이엔터테인먼트(주), 씨제이 푸드빌(주), 씨제이푸드시스템(주) 분사
- 2001년: CJ엔프라니 분사, 음료 사업 롯데칠성음료에 매각[6]
- 2002년: 이재현 회장 취임
- 2002년: 건강식품 브랜드 CJ뉴트라 출범
- 2002년 10월: 제일제당에서 CJ로 사명 변경 CI 교체
- 2004년: 신동방CP, 한일약품 인수
- 2005년: CJ엔시티 설립
- 2006년: 삼호F&G, 하선정종합식품 인수, 모닝웰, 해찬들, 한일약품 합병
- 2006년: 베이커리 사업 부문 CJ푸드빌로 이관
- 2007년: 일본 라이온사와 전략적 제휴 체결, CJ라이온 설립 및 생활화학 사업부문 이관
- 2007년 11월: CJ의 지주회사 체제 전환으로, 사업회사 CJ제일제당 출2010
- 2010년: 미국 극장영상사업 진출, LA ‘CGV’ 1호점 개관
- 2010년: 글로벌 한식 브랜드 ‘비비고‘ 출시
- 2010년: 통합멤버십서비스 ‘CJ ONE’ 출시
- 2011년: CJ E&M 설립(現, CJ ENM E&M부문)
- 2013년: CJ GLS-대한통운 통합(現, CJ대한통운)
- 2018년: CJ대한통운 & CJ건설 통합(現, CJ대한통운)
- 2018년: CJ E&M & CJ오쇼핑 통합(現, CJ ENM)
- 2022년: CJ제일제당 건강사업부 독립, CJ Wellcare 출범
- 2022년: Microbiome 사업 본격화 위한 CJ Bioscience 출범

1. ↑  고석태 (1999년 9월 16일). “쌍방울 야구단 공개 매각”. 조선일보. 2022년 7월 3일에 확인함.
2. ↑  이병모 (1999년 6월 2일). “IMF 구단 '해법'도 말랐다-쌍방울·나산”. 국민일보. 2022년 7월 3일에 확인함.
3. ↑  김윤호 (1999년 7월 30일). “제일제당-조흥은행 '해태음료 매각' 마찰”. 국민일보. 2022년 7월 3일에 확인함.
4. ↑  정연석 (2001년 3월 16일). “KBO "해태 매각" 제일제당”. 한국일보. 2022년 7월 3일에 확인함.
5. ↑  이병모 (1999년 6월 2일). “IMF 구단 '해법'도 말랐다-쌍방울·나산”. 국민일보. 2022년 7월 3일에 확인함.
6. ↑  생수인 스파클은 롯데에 매각되지 않고 독립회사로 운영하게 된다.